# Substance fondamentale
En biologie, la substance fondamentale ou Osséine ou Pars Amorpha est un ensemble de protéines sur lequel se fixent les sels minéraux pour former différents tissus conjonctifs. En association avec les fibres (collagène, élastine et réticuline), elle forme la matrice extracellulaire.

## Composition
C'est un gel turgescent amorphe (très peu dense aux électrons en microscopie électronique), aqueux, comprenant trois types de macromolécules formées de pectines et de glucides :
- Les protéoglycanes sont une association de glycosaminoglycane (partie glucidique formée d'un diose modifié polymérisé en chaîne non ramifiée) et d'une chaîne protéique.
- Les glycosaminoglycanes (dont l'acide hyaluronique) sont des macromolécules glucidiques.
- Les glycoprotéines, quant à elles, sont des structures ramifiées ou dimères osidiques ramifiés, qui ne résultent pas d'une polymérisation.

On y retrouve également des protéases, qui détruisent la substance fondamentale et permettent ainsi son renouvellement.
Ces substances sont sécrétées par les fibroblastes et les macrophages.

## Rôles
La substance fondamentale baigne les cellules et permet :
- l'échange de nutriments entre le plasma sanguin et les cellules[1]. Le rôle nutritif est assuré par de l'eau, des sels minéraux et des protéines que l'on trouve en quantité abondante,
- la circulation des substances de signalisation cellulaire (hormones, neurotransmetteurs, cytokines et facteurs de croissance),
- la circulation des cellules immunitaires,
- la protection contre les chocs et les compactions que pourraient subir les organes.

Elle intervient particulièrement dans la composition des os et en est un élément central en leur donnant leur forme[réf. souhaitée].